# Robert Seifert
Robert Seifert est un patineur de vitesse sur piste courte allemand.

## Carrière
Seifert participe aux Jeux olympiques de 2010. Il arrive 18e du 500 mètres et cinquième du relais au sein de l'équipe allemande.
En 2011, il fait partie de l'équipe de relais allemande qui remporte une médaille d'argent aux Championnats du monde. En 2012, il arrive quatrième au 500 mètres. Il est classé cinquième de la distance au circuit de Coupe du monde 2012-2013.
Aux Jeux olympiques de 2014, il se qualifie pour les trois distances individuelles, sans résultats probants.